# 苟晞
苟晞（3世紀—311年），字道將，河內山陽人。西晉中期至末年重要將領，曾多次與外族作戰。官至大將軍，後被石勒擊敗被俘，不久被殺。

## 生平

### 早年事跡
苟晞起初是司隸部從事，司隸校尉石鑒極為器重他。後又獲東海王司馬越引薦，任通事令史，後調任陽平太守。永寧元年（301年），齊王司馬冏擊敗篡位的趙王司馬倫，以大司馬身份輔政，苟晞則參大司馬軍事、尚書右丞；後調任尚書左丞，並考察屬下諸曹辦公，下級官員都對他十分忌憚。太安元年十二月（303年），長沙王司馬乂擊敗司馬冏，苟晞亦因司馬冏倒台而被免官，但不久即被隨後上台的司馬乂任命為從事中郎。永安元年（304年），司馬越帶晉惠帝北征鄴城，討伐皇太弟司馬穎，苟晞任北軍中候。晉惠帝兵敗被司馬穎俘獲後不久，司馬穎即被王浚和東嬴公司馬騰打敗而被逼帶同惠帝回洛陽，苟晞此時則投奔范陽王司馬虓，司馬虓承制任用苟晞為濮陽郡太守行兗州刺史。

### 比擬韓白
永興二年（305年），司馬穎舊將公師藩因見司馬穎被廢，於是在河北地區起兵，牧帥汲桑亦加入，並且進攻多個郡縣，逼近鄴城，司馬虓派苟晞和廣平太守丁紹一同擊退公師藩。次年苟晞更在白馬縣攻擊準備渡過黃河的公師藩，並將他斬殺。
永嘉元年（307年），汲桑作亂，自稱大將軍並稱要為上一年被殺的司馬穎報仇，並進攻鄴城。新蔡王司馬騰兵敗被殺，鄴城陷落，汲桑於是打算南攻兗州。太傅司馬越知道後大驚，先命苟晞為前鋒進討汲桑。後見苟晞與汲桑部將石勒在陽平、平原相持並互有勝負，又領兵出鎮官渡，聲援苟晞。汲桑素來畏懼苟晞，於是在苟晞攻來時在城外設欄柵加強防衛，苟晞先讓士兵休息，只派單騎向汲桑部眾陳述禍福，汲桑部眾大驚而退入城，後苟晞又領兵在東武陽擊敗汲桑，汲桑退走；及後苟晞追擊汲桑和石勒，連破九壘。冀州刺史丁紹隨後又擊敗剛重整的汲桑軍，令事件得以平息。苟晞亦因而獲升撫軍將軍，都督青、兗諸軍事，封東平郡侯。因苟晞屢破強敵，建立起威名，當時的人更將他與韓信和白起比擬。

### 內外爭鬥
司馬越最初與苟晞交好，更結拜為兄弟。但司馬越司馬潘滔此時則建議司馬越自領當時由苟晞所統的兗州，說兗州是軍事要衝；又稱苟晞有大志，不會甘願只作臣下，長期統領兗州這個重要地區，一旦生變後果就會很嚴重。司馬越亦同意，於是接納潘滔的建議，自任丞相並領兗州牧，改苟晞領青州刺史、假節都督青州諸軍事，並且升苟晞為征東大將軍、開府儀同三司、加侍中，進封東平郡公，增加他的名號去討好苟晞，但二人關係自此卻出現裂痕。
永嘉四年（310年），潘滔及尚書劉望等誣陷苟晞，令苟晞極為憤怒，上表請求斬殺潘滔等人，亦請司馬越的從事中郎劉洽為他的軍司，但司馬越都一概拒絕。苟晞於是與司馬越正式決裂，自各州郡宣告自己的戰功而陳述司馬越的罪狀。當時晉懷帝亦厭惡專權的司馬越，於是下詔支持苟晞，又命苟晞進攻在境內叛亂的王彌和石勒。此時王彌將領曹嶷正攻打青州，負責留守的苟純閉門固守，而曹嶷則集結兵力，連營數十里，苟晞回來後與曹嶷作戰，成功擊破。
次年正月苟晞再選精銳與曹嶷作戰，但因大風揚起風沙令苟晞戰敗，只好棄城夜逃，並遭曹嶷追擊，部眾都向曹嶷投降。苟晞逃到高平，在當地募兵數千人。此時，晉懷帝密詔苟晞討伐司馬越，司馬越亦截獲詔命，於是宣布苟晞的罪狀，並命楊瑁和裴盾討伐苟晞。苟晞派兵收捕河南尹潘滔，但被潘滔成功逃脫，另苟晞亦斬殺尚書劉曾和侍中程延。
司馬越見此而憂憤成疾，當年三月就在項縣去世，裴盾等人亦被叛亂的王桑殺死，晉懷帝於是命苟晞為大將軍、大都督、督青、徐、兗、豫、荊、揚六州諸軍事。

### 驕縱自害
苟晞見當時洛陽正有饑荒，四周亦有亂事，於是上表請求遷都倉垣，並派從事中郎劉會率船數十艘，宿衛五百人和一千斛穀糧護送懷帝遷都，晉懷帝答應但朝中官員卻因害怕潘滔而不肯遷都，宮中人員亦貪戀宮中財寶而不願離開。晉懷帝最終還是決定到倉垣，但因沒有足夠士兵守衛，出宮不久就被盜賊掠奪，被逼折返。不久漢國將領劉曜就率軍攻破洛陽，俘擄晉懷帝，豫章王司馬端和和郁等逃出洛陽投奔苟晞，苟晞置行臺，立司馬端為皇太子；而司馬端又承制命苟晞為太子太傅、都督中外諸軍、錄尚書。
苟晞原本出身寒微，今天身居重臣，因而十分自滿，蓄養婢女千人、侍妾數十，縱情享樂而且刑罰和施政的很苛刻。閻纘之子閻亨上書諫止更遭苟晞殺害。苟晞從事中郎明預知道後，即使抱病仍去見苟晞，以堯舜和紂王的對比勸諫他，終令苟晞面有愧色。但當時人心已離，無人再為苟晞效命，部將溫畿和傅宣都已叛離，同時石勒亦攻滅苟晞的盟友王讚，並且襲擊苟晞所駐的蒙城，苟晞被石勒所捕並署為左司馬。一個多月後，苟晞和王讚圖謀反叛石勒，石勒於是將他們殺死。

## 性格特徵
- 苟晞作風果斷而且嚴厲苛刻。[5]苟晞的姨母前來投靠，苟晞亦供養甚厚，但一次姨母之子請求苟晞讓他為將，苟晞拒絕，說：「我不會寬恕干犯王法的人，你日後不會後悔嗎？」[6]但他堅持，苟晞於是將他任命為督護。後來他犯法，苟晞依例處斬他，姨母叩頭懇求但苟晞不聽。及後則更換素服哭悼死者說：「殺你的是兗州刺史（苟晞當時的官職），為你哭喪的是苟道將（苟晞字道將）。」[7]可見其執法的嚴苛。
- 苟晞任青州刺史時施政十分嚴苛，每日都會殺人，以至當時血流成河，人們於是叫他做「屠伯」。

## 家庭
- 弟弟苟純，在苟晞麾下，曾代兄長領青州刺史。後和苟晞一同被石勒所殺。
- 兒子苟某，娶司馬越的女兒，先苟晞死[8]

## 延伸阅读
[在维基数据编辑]
 《晉書/卷061》，出自房玄齡《晉書》